# 朴泰俊 (跆拳道运动员)
朴泰俊（韩语： Bag Tae-jun，2004年6月6日—），韩国男子跆拳道运动员，2023年世界跆拳道锦标赛男子54公斤级金牌得主、2024年夏季奥林匹克运动会男子58公斤级金牌得主。